# Clathria elliptichela
Clathria elliptichela är en svampdjursart som först beskrevs av Alander 1942.  Clathria elliptichela ingår i släktet Clathria och familjen Microcionidae. Inga underarter finns listade i Catalogue of Life.